# Trâm lá hoa
Trâm lá hoa hay còn gọi trâm đạn (danh pháp khoa học: Eugenia roxburghii) là một loài thực vật có hoa trong Họ Đào kim nương. Loài này được DC. mô tả khoa học đầu tiên năm 1828.<